# José Eulogio Gárate Ormaechea
José Eulogio Gárate Ormaechea (Sarandí, 20 oktober 1944) - voetbalnaam Gárate - is een ex-profvoetballer, geboren in Argentinië, maar later uitkomend voor Spanje.

## Clubvoetbal
Gárate wordt geboren in Argentinië maar verhuist al op jonge leeftijd naar Spanje. Hij begint te voetballen bij SD Eibar waar hij in 1961 zijn debuut voor maakt. In 1965 komt hij een seizoen uit voor SD Indauchu voordat hij wordt gecontracteerd door Atlético Madrid.
Gárate maakt zijn debuut voor Atlético Madrid op 16 oktober 1966 tegen UD Las Palmas, een wedstrijd die Atlético wint met 2-1. In de jaren daarna ontpopt de speler zich tot een belangrijke pion. Vanwege zijn bekwaamheid in het 16 metergebied en zijn ingenieursstudie kreeg de speler de bijnaam de ingenieur van de 16. Dit kwam ook tot uitdrukking in drie gewonnen topscorerstitels (Pichichi), die hij overigens moest delen met andere spelers.
Gárate wint met Atlético Madrid drie landstitels en twee keer de Copa del Rey. Met zijn club verliest hij in 1974 de finale van de Europa Cup I tegen Bayern München. Wel wint hij een jaar later de Wereldbeker voor clubteams.
Aan het einde van het seizoen 1976/77 stopt Gárate met voetballen vanwege een ziekte die zijn knieën aantastte. Hij speelde dat seizoen slechts één wedstrijd. Atlético Madrid organiseert op 1 juni 1977 een vriendschappelijke wedstrijd ter ere van de speler.

## Interlandvoetbal
Gárate maakt zijn debuut voor Spanje op 22 oktober 1967 tegen Tsjechoslowakije waarin hij een goal maakt, zijn land wint met 2-1. Hij zal later nog zeventienmaal voor Spanje in het veld treden en zal nog vier goals maken.